# Musée du tapis de Choucha
Le musée du tapis de Choucha est la branche de Choucha du Musée national du tapis d'Azerbaïdjan. 

## Histoire
Le musée du tapis de Choucha a été créé le 26 septembre 1985 pour étudier, préserver et vivre les traditions du tissage des tapis du Karabakh. Le musée a été fermé à cause du conflit militaire entre l'Azerbaïdjan et l'Arménie en 1992. Le 29 février 1992, 183 des 246 objets exposés (80 tapis à poils, 35 tapis tissés, produits de tapis, 29 pièces de broderie et vêtements nationaux, 39 pièces de bijoux) de la branche de Choucha ont été évacués et transférés au fonds principal du musée. 

## Exposition
Le musée du tapis de Choucha  avait exposé des tapis à poils et tissés, des produits de tapis, des broderies artistiques, des costumes nationaux, des bijoux et du métal artistique.